# Bryggeren (dokumentarfilm)
Bryggeren er en dansk dokumentar- og virksomhedsfilm fra 1947.

## Handling
De forskellige processer omkring ølbrygningen på Carlsberg gennemgås i detaljer af cheferne for de enkelte afdelinger. Derudover klip fra arbejdet på bryggeriet i Valby.
Delt op i flg. afsnit:
Spole 1:
1. Gærkælder.
2. Halfdan Henriksen (afsked med direktionen).
3. Fadøl.
4. Museet.
5. Adm. og salg I.
6. Adm. og salg II.
Spole 2:
7 Forsøgslaboratorium.
8. Mineralvandsfabrik.
9. Kraftcentral.
10. Lagerkælder.
Spole 3:
11. Malteri.
12. Bryghus.
13. Tappen.